# مارك هوب
مارك هوب (بالإنجليزية: Mark Hope)‏ هو لاعب كرة قدم بريطاني في مركز الدفاع، ولد في 13 يونيو 1970 في ايزلورث في المملكة المتحدة. لعب مع دارلينجتون إف سى.